# Cyclozodion angustum
Cyclozodion angustum är en kräftdjursart som först beskrevs av Alphonse Milne-Edwards 1880.  Cyclozodion angustum ingår i släktet Cyclozodion och familjen Calappidae. Inga underarter finns listade i Catalogue of Life.